# Orgasme (cocktail)
Pour les articles homonymes, voir Orgasme.
 (juillet 2021).
L'Orgasme, ou Orgasm, est un cocktail servi on the rocks mais également comme shooter. Son nom fait référence à l'orgasme sexuel. Il désigne aussi occasionnellement des cocktails, en particulier les short drinks (boissons courtes) et boissons de fête, et est également utilisé dans des mélanges tels que le Screaming Orgasm (faisant allusion à l'éjaculation féminine).

## Histoire
Des recettes très différentes circulent, mais elles comprennent souvent de la crème ou de la liqueur de crème comme le Baileys Irish Cream, en plus de la liqueur de café, de l'amaretto, de la vodka, de la sambuca ou de la liqueur d'orange, selon la variante. Le nom pourrait provenir du fait que certains mélanges rappellent optiquement le sperme. Le Baileys n'est vendu en Allemagne que depuis 1979, les mélanges correspondants se sont probablement répandus dans les années 1980.
Une recette à base de deux liqueurs d'orange et de Baileys a été publiée sur le site web de l'International Bartenders Association jusqu'à la fin 2011, mais a depuis été retirée de la liste des cocktails officiels de l'IBA. Le cocktail a reçu de l'attention souvent négative et a été considérée comme par exemple « la boisson de tous les péquenauds et masochistes ».
Les mélanges sous appellation Orgasme ou Orgasm ne jouent pas de rôle dans un bar classique ; aucune recette de ce type n'est répertoriée dans la critique spécialisée, dans la lexicologie des barmen ou dans les bases de données en ligne basées sur la littérature.